# 中华人民共和国律师
中华人民共和国律师是指在中华人民共和国境内（除香港、澳门地区），依法取得律师执业证书，接受委托或者指定，为当事人提供法律服务的执业人员。此职业在中国大陸的地位与作用在有关建设法治及司法独立的讨论中成为关键的议题之一。

## 历史沿革
中华人民共和国成立后，律师及律师行业经历了一系列的改造与重建，在律师行业被否定的情况下，法律仍规定了刑事被告人的辩护权。1954年7月，司法部颁布了《关于实验法院组织制度中几个问题的通知》，制定几个大城市试点办理“法律顾问处”，开展律师业务，但1957年的“反右”运动将律师职业打成右派，随后的文化大革命中与公检法一起被砸烂。
1980年8月26日，全国人大常委会颁布了《律师暂行条例》，标志着律师制度的恢复，条例中将律师视为“国家的法律工作者”，律师的工作处沿袭了法律顾问处的称谓。同年11月20日，林彪、江青反革命集团案开庭，张思之、马克昌等十余名律师为被告辩护。
1984年8月，司法部决定将法律顾问处统一改称为律师事务所。
1986年，律师资格考试开始实行。页20
1988年起，中国大陆律师业开始私有化进程。
1992年，司法部允许外国律师事务所在中国大陆境内设立“办事处”（后改称“代表处”）。
1997年，《律师法》开始实施，律师由“国家的法律工作者”变为“为社会提供法律服务的执业人员”。页26
2001年，国家司法考试开始举办，取代律师资格考试成为国家统一的法律职业（律师、法官、检察官、公证员）资格考试。
2008年6月，新《律师法》开始实施，律师被界定为“为当事人提供法律服务的执业人员”，取消了合作制律师事务所，允许律师个人执业。

## 资格获取

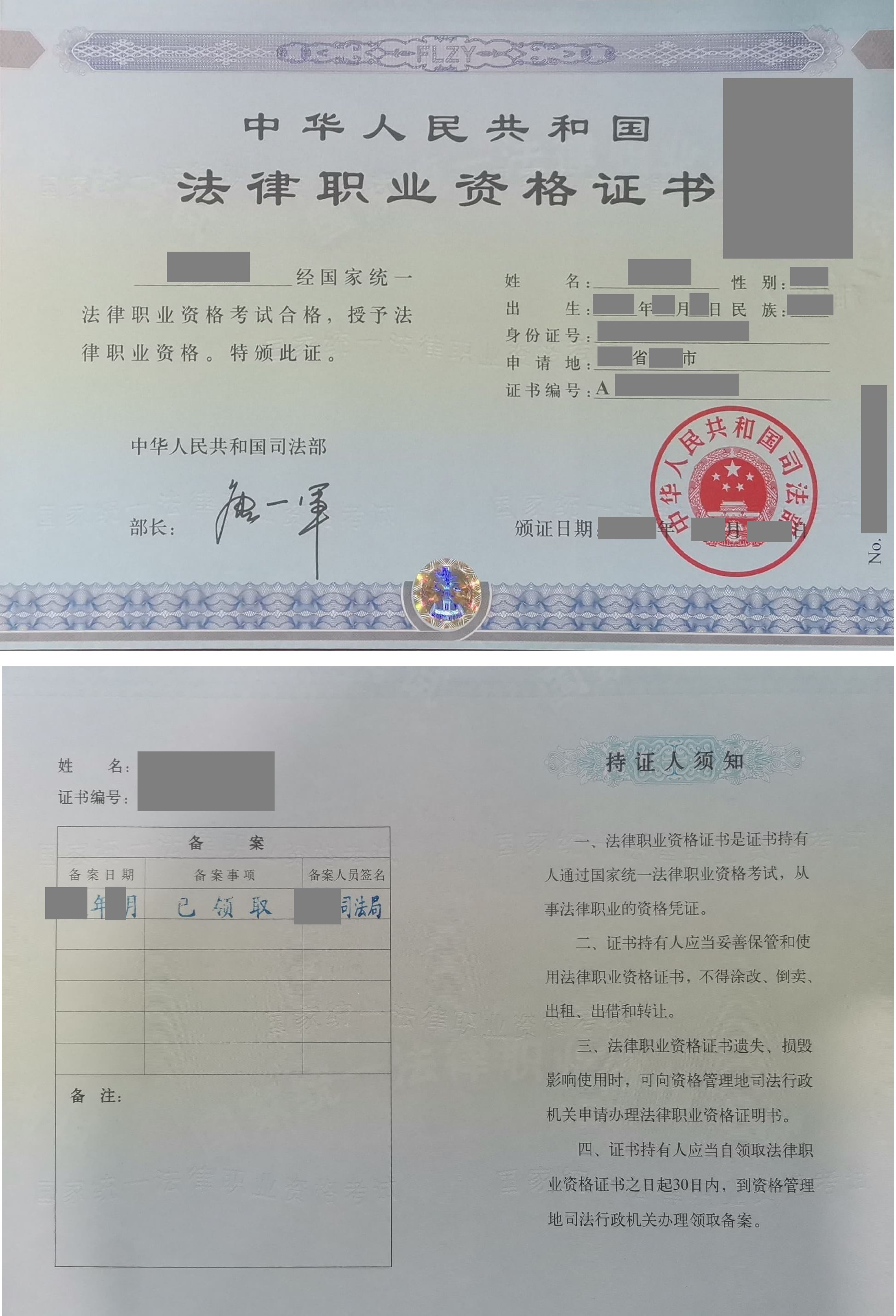
中华人民共和国法律职业资格证书

根据《中华人民共和国律师法》的规定，申请律师执业，应当具备以下条件：
1. 拥护中华人民共和国宪法；
2. 通过国家统一法律职业资格考试取得法律职业资格；
3. 在律师事务所实习满一年；
4. 品行良好。

## 律师协会
中华全国律师协会是律师行业的自律性组织，对律师实行行业管理，凡中华人民共和国律师均为协会会员，地方律师协会为团体会员。根据《律师法》的规定，设区的市可根据需要设立地方律师协会。

## 分类
中华人民共和国的律师可以分为社会律师、军队律师、政府律师、公司律师四种。其中社会律师（包括专职与兼职）占绝大多数。根据律师法的规定，律师由社会律师与军队律师组成，但作为历史遗留问题，也存在政府律师与公司律师。

### 专职律师
专职律师是律师行业的主体。所从事业务可以分为诉讼业务与非诉讼业务两类，专职律师必须专职执业。

### “实习律师”

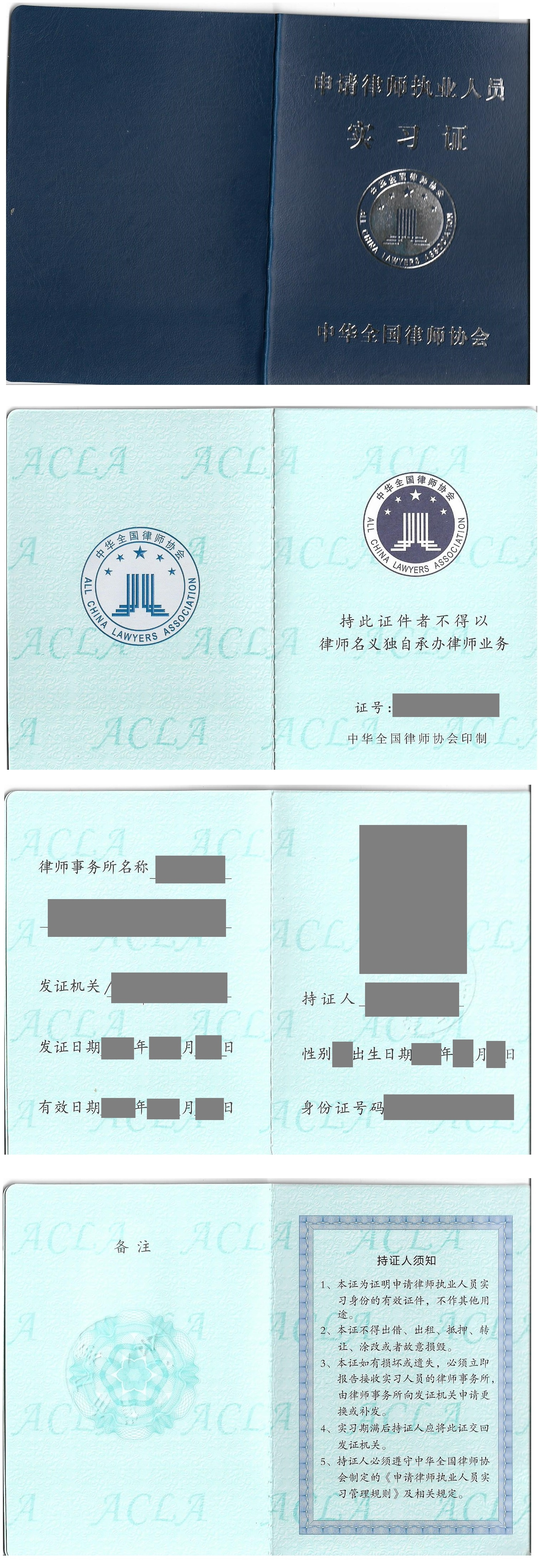
中华全国律师协会申请律师执业人员实习证

正式全称为“申请律师执业人员”，俗称“实习律师”，是指已经取得法律职业资格，拟成为律师，并因此正在参加法定实习的人员。实习律师并不是律师法定义的律师。

### 兼职律师
高等院校、科研机构中从事法学教育、研究工作的人员，可以申请兼职律师执业。兼职律师能从事的“兼职”仅限于其原职（法学教育研究工作）和律师。

### 军队律师
海军司令机关在1985年2月设立了第一个法律顾问处，随后几年各大军事性单位也纷纷设立顾问处。页5中央军委于1992年9月设立总政治部司法局，同意全军军队律师、法律顾问、法律咨询的工作管理。页51993年总政治部与司法部发布《关于法律服务工作有关问题的通知》，标志着国家认可并建立军队律师序列。页62007年修订《律师法》，正式将军队律师纳入规定，以法律形式认可。页6
根据《2010年中国的国防》白皮书，中华人民共和国军事力量共设法律顾问处268个，旅团级单位设法律咨询站1600多个，营连普遍设法律咨询组。全军共有军队律师1342名，法律咨询员2.5万名。

### 政府律师
司法部于1994年提出公职律师制度的设想，并在1995年于上海浦东新区开始政府律师试点工作。1996年4月，28名律师成为第一批政府律师，到2002年1月，司法部提出开展公职律师、公司律师试点工作。页153
2002年12月，司法部制定《关于开展公职律师试点工作的意见》，提出任职条件：
- 具有司法部颁发的法律职业资格；
- 供职于政府职能部门或行使政府职能的部门，或经聘用到上述部门专门从事法律服务。

但是政府律师也存在着多重管理的问题，一方面是律师，但又不同于社会职业的普通律师；另一方面是公务员，又不是普通意义上的公务员。页156需要面对双重管理的问题，既受本部门的管理，又需要受司法部的管理。

### 公司律师
公司律师制度始于2002年的《关于拓展和规范律师法律服务的意见》，2002年12月试点开始于吉林省的大型国有企业，但是在2003年1月，经贸委（国资委的前身）下达通知下令严禁企业法律顾问参与当地司法行政机关组织的试点工作。无论是经贸委还是国资委，都没有打算把企业法律顾问的管辖权让给司法部。页161

### 特邀律师
特邀律师制度是律师制度发展过程中为解决律师数量不足而采取的一种阶段性措施，在《中华人民共和国律师法》颁布后，特邀律师无存在的法律依据。部分持有律师资格证书的特邀律师，转为社会律师。2001年度年检时，终止特邀律师注册。

## “黑律师”
所谓的“黑律师”，是指没有律师执业证，却代行律师各项法律服务职能的人，也被称为职业公民代理人。“黑律师”所提供法律服务，主要是依据诉讼法中的“公民代理”制度。
司法部、国家工商局在1992年出台《关于进一步加强法律服务管理有关问题的通知》，明确了“公民个人一律不得向社会提供有偿法律服务”，“不得以营利为目的”的原则。根据2013年修订的《中华人民共和国民事诉讼法》的规定，在民事诉讼程序中，代理人被限制为：
1. 律师、基层法律服务者；
2. 当事人的近亲属或者单位工作人员；
3. 当事人所在社区、单位以及有关社会团体推荐的公民。

因此，也出现了“黑律师”被法庭当庭驱逐的情况。